# Кастелларе-ди-Меркурио
Кастелларе-ди-Меркурио (фр. Castellare-di-Mercurio, корс. U Castellà di Mercuriu) — коммуна во Франции, находится в регионе Корсика. Департамент коммуны — Верхняя Корсика. Входит в состав кантона Голо-Морозалья. Округ коммуны — Корте.
Код INSEE коммуны — 2B078.

## Население
Население коммуны на 2008 год составляло 34 человека.
| 1962 | 1968 | 1975 | 1982 | 1990 | 1999 | 2008 |
| ---- | ---- | ---- | ---- | ---- | ---- | ---- |
| 66   | 90   | 45   | 38   | 29   | 25   | 34   |

## Экономика
В 2007 году среди 24 человек в трудоспособном возрасте (15—64 лет) 16 были экономически активными, 8 — неактивными (показатель активности — 66,7 %, в 1999 году было 66,7 %). Из 16 активных работали 16 человек (10 мужчин и 6 женщин), безработных не было. Среди 8 неактивных 2 человека были учениками или студентами, 1 — пенсионером, 5 были неактивными по другим причинам.